# 旭川北インターチェンジ
旭川北インターチェンジ（あさひかわきたインターチェンジ）は、北海道旭川市東鷹栖にある道央自動車道のインターチェンジ。
永山・東旭川(旭山動物園)方面への最寄ICとなる。

## 歴史
- 2000年（平成12年）10月4日：旭川鷹栖IC - 和寒ICの開通に伴い供用開始[2]。
- 2018年（平成30年）12月 : IC番号を「11」から「45」に変更[注 1]。

## 周辺
- 北海道畜産公社道央事業所上川工場
- たかす工業団地[5]

## 接続する道路
- 直接接続
  - 北海道道1150号旭川北インター線

- 間接接続
  - 北海道道37号鷹栖東神楽線
  - 国道40号
  - 国道39号

## 料金所
- ブース数：3

### 入口
- ブース数：1
  - ETC・一般：1

### 出口
- ブース数：2
  - ETC専用：1
  - 一般：1

## 計画
当IC付近で地域高規格道路として整備予定の旭川十勝道路と接続する計画がある。

## 隣
E5 道央自動車道
(44) 旭川鷹栖IC - (45) 旭川北IC - 比布大雪PA - (46) 比布JCT - (47) 和寒IC